# Gaurax pilosulus
Gaurax pilosulus är en tvåvingeart som först beskrevs av Becker 1912.  Gaurax pilosulus ingår i släktet Gaurax och familjen fritflugor. Inga underarter finns listade i Catalogue of Life.